# Осока мочажинная
Осока мочажинная (лат. Carex uda) — вид травянистых растений семейства Осоковые (Cyperaceae). Была описана в 1859 году русским ботаником Карлом Максимовичем в работе Primitiae florae amurensis.

## Описание
Многолетнее травянистое растение высотой 10—25 см, образующее плотные дерновины. Стебли гладкие, редко — едва шероховатые, при основании имеют бурые влагалища. Листья плоские, более короткие, чем стебли, 2—2,5 см шириной.
Соцветие − рыхлый одиночный колосок эллиптическо-яйцевидной формы, длиной 6—12 мм, с отклоненными в стороны и вниз 8—18 зрелыми мешочками. Мешочки светло-зелёные, голые, продолговато-ланцетные, 3,5—4 мм длиной, плавно переходят в гладкий, едва двузубчатый носик. Период цветения — июнь — июль.

## Ареал
Встречается на склонах пойм малых рек, в пойменных и бело-березовых и смешанных лесах. В России произрастает на территории южной части Дальнего Востока. За пределами Российской Федерации встречается в Японии и Китае (провинции Хэйлунцзян и Гирин).

## Охранный статус
Занесена в Красную книгу Амурской области.